# Filmworks XV: Protocols of Zion
 (novembre 2023).
Filmworks XV: Protocols of Zion est un album de John Zorn paru en 2005 sur le label Tzadik. Il s'agit de la musique du documentaire du même nom réalisé par Oren Rudavsky. John Zorn joue du piano électrique sur tous les titres.

## Titres
| 1.    | Protocols Of Zion                       | 4:27 |
| 2.    | Searching For A Past                    | 5:21 |
| 3.    | Jew Watcher                             | 2:44 |
| 4.    | Mystery Of The Jew                      | 4:09 |
| 5.    | History Repeats Itself                  | 2:14 |
| 6.    | Arab And Jew                            | 5:59 |
| 7.    | Fighting Time                           | 5:02 |
| 8.    | Hollywood / Rikers                      | 2:37 |
| 9.    | Elders Of Zion                          | 5:25 |
| 10.   | Dark Future                             | 4:31 |
| 11.   | Transition 1                            | 0:30 |
| 12.   | Transition 2                            | 0:17 |
| 13.   | Transition 3                            | 0:30 |
| 14.   | Transition 4                            | 0:25 |
| 15.   | Coda - The Metaphysics Of Anti-Semitism | 1:46 |
| 45:57 |                                         |      |

## Personnel
- Cyro Baptista - percussions
- Shanir Ezra Blumenkranz - basse, oud
- John Zorn - piano électrique